# Mistrzostwa Świata w Piłce Siatkowej Mężczyzn 2002 (składy)
Składy finalistów Mistrzostwa Świata w Piłce Siatkowej Mężczyzn w 2002 rozegranych w Argentynie.
 Argentyna
Trener: Carlos Getzelevitch
Marcos Milinkovic, Jorge Elgueta, Gustavo Porporatto, Javier Weber, Hugo Conte, Hernán Ferraro, Alejandro Spajić, Jeronimo Bidegain, Santiago Darraidou, Leonardo Patti, Pablo Meana, Gaston Giani
 Australia
Trener: Jon Uriarte
Daniel Howard, Steven Keir, Grant Sorenssen, Benjamin Hardy, Luke Campbell, Matthew Young, Andrew Earl, Anthony Wardrop, Davis Ferguson, Zane Christensen, Hidde Van Beest, Brett Alderman
 Brazylia
Trener: Bernardo Rezende
Giovane Gávio, Henrique von Randow, Maurício Lima, Giba, André, Sergio, Anderson, Nalbert Bitencourt, Gustavo Endres, Rodrigo Santana, Ricardo, Dante
 Bułgaria
Trener: Asen Galabinov
Ewgeni Iwanow, Wesselin Dimczew, Juli Wasiliew, Iwaiło Stefanow, Danaił Miluszew, Christo Cwetanow, Władimir Nikołow, Nikołaj Iwanow, Władimir Atapow, Georgi Walow, Płamen Konstantinow, Daniel Pejew
 Chiny
Trener: Di Anhe
Zhang Xiaodong, Sui Shengsheng, Zheng Liang, Lu Fei, Tang Miao, Shi Hairong, He Jiong, Li Hang, Shen Qiong, Wang Haichuan, Chu Hui, Li Chun
 Czechy
Trener: Julio Velasco
Martin Lebl, Jiří Popelka, Jaroslav Škach, Martin Kryštof, Michal Rak, Přemysl Kubala, Ondřej Hudeček, Jiří Novák, Ivo Dubš, Jiří Cerha, Petr Zapletal, Petr Pláteník
 Chorwacja
Trener: Igor Arbutina
Ratko Periš, Robert Celan, Ante Jakovčević, Dejan Laninović, Stanislav Zimakijević, Ivan Donald Marić, Igor Šimunčić, Igor Omrčen, Darko Antunovic, Tomislav Čošković, Inoslav Krnić, Wadim Jewtukowicz
 Egipt
Trener: Abdelhamid Elwassimy
Hamdy Awad, Ashraf Abouelhassan, Mohamed El Mahdy, Nehad Shehata, Mahmoud Hassona, Eslan Awad, Ibrahim Rashwan, Mahmoud Abdel Aziz, Mohamed Moselhy, Mohamed Bekheet, Weal Said, Ahmed Abd Elsatar
 Francja
Trener: Philippe Blain
Hubert Henno, Dominique Daquin, Stéphane Antiga, Laurent Capet, Frantz Granvorka, Vincent Montméat, Loïc de Kergret, Luc Marquet, Philippe Barca-Cysique, Mathias Patin, Oliver Kieffer, Sébastien Frangolacci
 Grecja
Trener: Stylianos Prosalikas
Marios Giurdas, Theodoros Chatziantoniou, Chrysanthos Kyriazis, Theodoros Bozidis, Vasileios Kournetas, Christos Dimitrakopoulos, Antonios Tsakiropoulos, Nikolaos Roumeliotis, Georgios Ntrakovits, Sotirios Pantaleon, Ilias Lappas, Tontor-Zlatkov Bajew
 Hiszpania
Trener: Francisco Hervás
Rafael Pascual, Alfonso Flores, Luis Pedro Suela, Juan Carlos Vega, Gustavo Saucedo, Alexis Valido, Cosme Prenafeta, Carlos Luis Carreno, Guillermo Falasca, José Luis Moltó, Juan José Salvador, Enrique De La Fuente
 Holandia
Trener: Bert Goedkoop
Dirk-Jan van Gendt, Nico Freriks, Sander Olsthoorn, Reinder Nummerdor, Guido Görtzen, Richard Schuil, Jochem de Gruyter, Joppe Paulides, Robert Horstink, Joram Maan, Allan van de Loo, Dennis van der Veen
 Japonia
Trener: Mikiyasu Tanaka
Nobuhiro Ito, Nobuyoshi Hosokawa, Hiroyuki Kai, Makoto Yamaguchi, Katsutoshi Tsumagari, Hiroaki Kawaura, Takeshi Kitajima, Yoichi Kato, Ryu Morishige, Takahiro Yamamoto, Atsushi Kobayashi, Yuta Abe
 Jugosławia
Trener: Veselin Vuković
Rajko Jokanović, Goran Marić, Bojan Janić, Slobodan Boškan, Dula Mešter, Vasa Mijić, Nikola Grbić, Vladimir Grbić, Andrija Gerić, Goran Vujević, Ivan Miljković, Igor Vušurović
 Kanada
Trener: Stelio DeRocco
Doug Bruce, Sébastien Ruette, Keith Sanheim, Jason Dufault, Scott Koskie, Paul Duerden, Steven Brinkman, Christopher Wolfenden, Daniel Lewis, Murray Grapentine, Jason Haldane, Terence Martin
 Kazachstan
Trener: Aleksander Zapiewałow
Marat Imangalijew, Ildar Gafarow, Antonios Ważenin, Denis Żukow, Roman Panenko, Marat Adryszew, Władimir Deriewjanko, Bakhytzhan Baituriejew, Dmitrij Gorbatkow, Airat Szigapow, Danil Semeyev, Dmitrij Zawgorodnij
 Kuba
Trener: Elizeo Ramos
Yosleider Cala, Yaniel Garay, Yasser Portuondo, Dariel García, Ariel Gil Valdes, Pavel Pimienta, Maikel Salas, Tomás Aldazabal, Raydel Poey, Javier González Panton, Odelvis Dominic, Javier Brito
 Polska
Trener: Waldemar Wspaniały
Arkadiusz Gołaś, Piotr Gruszka, Piotr Lipiński, Dawid Murek, Marcin Nowak, Paweł Papke, Robert Prygiel, Wojciech Serafin, Jarosław Stancelewski, Sebastian Świderski, Grzegorz Wagner
 Portugalia
Trener: Juan Díaz
Roberto Reis, Carlos Teixeira, Nuno Pinheiro, Fábio Milhazes, Manuel Fernando Silva, Hugo Gaspar, Adriano Filipe Paço, Ubirajara Pereira, João José, Flávio Cruz, Jorge Alves, Eurico Peixoto
 Rosja
Trener: Giennadij Szypulin
Wadim Chamutckich, Rusłan Olichwier, Pawieł Abramow, Ewgieni Mitkow, Siergiej Tietiuchin, Roman Jakowlew, Konstantin Uszakow, Taras Chtei, Andriej Jegorczew, Aleksandr Kosariew, Aleksandr Gierasimow, Aleksiej Kuleszow
 Tunezja
Trener: Antonio Giacobbe
Mohamed Trabelsi, Mehdi Gara, Samir Sellami, Chaker Ghezal, Khaled Belaid, Walid Ben Abbes, Marouane Fehri, Noureddine Hfaiedh, Mehrez Berriri, Ghazi Guidara, Walid Ben Cheikh, Hosni Karamosly
 USA
Trener: Doug Beal
Lloy Ball, Christopher Seiffert, David McKienzie, Erik Sullivan, Scott Bunker, William Priddy, Ryan Millar, Riley Salmon, Brook Billings, Clayton Stanley, Polster Poister, Adam Naeve
 Wenezuela
Trener: José David Suarez
Carlos Tejada, Andy Rojas, Gustavo Valderrama, Rodman Valera, Carlos Luna, Luis Díaz, Andres Manzanillo, Héctor Guzman, Ronald Mendez, Ernardo Gómez, Thomas Ereu, Fredy Cedeno
 Włochy
Trener: Andrea Anastasi
Luigi Mastrangelo, Pasquale Gravina, Ferdinando De Giorgi, Valerio Vermiglio, Samuele Papi, Andrea Sartoretti, Cristian Casoli, Hristo Zlatanow, Mirko Corsano, Andrea Giani, Alessandro Fei, Luca Tencati